# Greenwich Time Signal
Greenwich Time Signal (GTS), popular cunoscut sub numele de pips, este o serie de șase tonuri scurte difuzate la intervale de o secundă de multe stații de radio BBC. Semnalele pips au fost introduse în 1924 și au fost generate de BBC din 1990, pentru a marca începutul exact al fiecărei ore. Utilitatea lor în etalonare este în scădere datorită transmisiilor digitale ce presupun decalaje specifice de timp.